# Оставайся внизу, где твоё место
Оставайся внизу, где твоё место (англ. «Stay Down Here Where You Belong») — пацифистская песня, написанная Ирвингом Берлином в 1914 году. Текст песни изображает разговор между дьяволом и его сыном, дьявол призывает его «оставаться здесь, где твоё место», потому что люди на Земле не отличают добро от зла.
Чтобы служить своему королю, они все ушли на войну.

И никто из них не знает, за что они борются.
В то время как исполнение песни Генри Берром, возможно, отражала настроения большей части американцев в первые дни Первой мировой войны, вступление Соединенных Штатов в конфликт и последующее изменение национальных настроений превратили песню в главный источник смущения для Берлина, который впоследствии стал известен своими патриотическими песнями. Одним из раздражителей Берлина была склонность Граучо Маркса петь эту песню; Берлин предложил Марксу 100 долларов, чтобы он прекратил исполнение. Песня представлена на концертном альбоме Маркса «Вечер с Граучо».
Исполнение также было записано Tiny Tim. В конце XX и начале XXI века она исполнялась оркестром The New Leviathan Oriental Fox-Trot Orchestra.